# 明石海峽

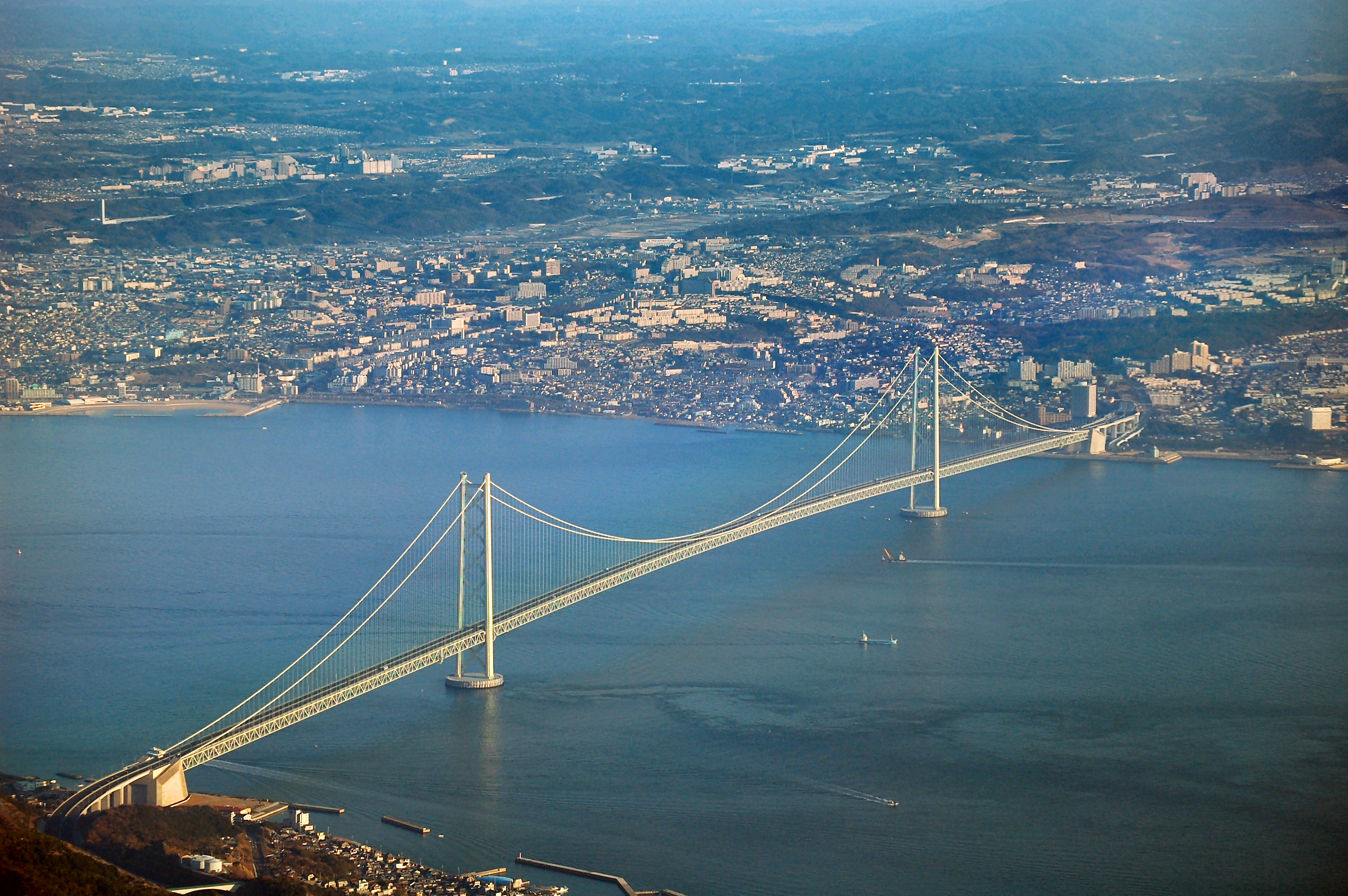
橫跨明石海峽的明石海峽大橋

明石海峽（日语：／ Akashi kaikyō */?）是日本瀨戶內海中的一個海峽，海峽兩岸為淡路島的淡路市與本州島的明石市、神戶市一帶，以東為大阪灣，以西為播磨灘。明石海峽最狹處約3.6公里，最深度約110公尺。現今明石海峽上建有明石海峽大橋連接淡路島與本州島。

## 名產
- 章魚
- 明石燒